# Weinmann Emergency Medical Technology
WEINMANN Emergency Medical Technology GmbH & Co. KG ist ein mittelständisches, deutsches Medizintechnikunternehmen in Familienbesitz mit Sitz in Hamburg. Weinmann Emergency ging 2013 aus der 1874 gegründeten Weinmann Geräte für Medizin GmbH & Co. KG hervor und hat sich auf die Herstellung mobiler Systeme für die Bereiche Notfall-, Transport- und Katastrophenmedizin spezialisiert.

## Unternehmensstruktur
Weinmann Emergency Medical Technology GmbH & Co. KG hat seinen Hauptsitz im Hamburger Stadtteil Stellingen. Das firmeneigene Zentrum für Produktion, Logistik und Service liegt im schleswig-holsteinischen Henstedt-Ulzburg.
Weltweit ist das Unternehmen mit zahlreichen Repräsentanzen vertreten, unter anderem mit Standorten in Frankreich, Spanien, Russland, China, Singapur, den V.A.E. und den USA. Darüber hinaus deckt ein Netz aus Vertriebspartnern die weltweite Kundenbetreuung in ca. 120 Ländern ab, welches Medizintechnik an Rettungsdienste, Behörden, Sanitätsdienste von Armeen und an Kliniken vermarktet.
Die Geschäftsführung des Unternehmens setzt sich aus André Schulte, Philipp Schroeder und Marc Griefahn zusammen.

## Geschichte
Die von Gottlieb Weinmann 1874 in Ludwigshafen gegründet Manufaktur Gottlieb Weinmann GmbH, war bis in die 1960er Jahre ein Metallbaubetrieb mit Fokus auf der Fertigung feinmechanischer Armaturen, unter anderem von Druckminderern für Sauerstoffflaschen und von Manometern als Zulieferer für die Automobilindustrie. Bedingt durch den Aufkauf der medizintechnischen Sparte Weinmanns und der Marke selbst durch die Lübecker Drägerwerke zog Weinmann 1956 nach Hamburg-Altona – fortan mit dem Fokus auf dem Vertrieb von Medizintechnik, Arbeitsschutzbekleidung und -ausrüstung.

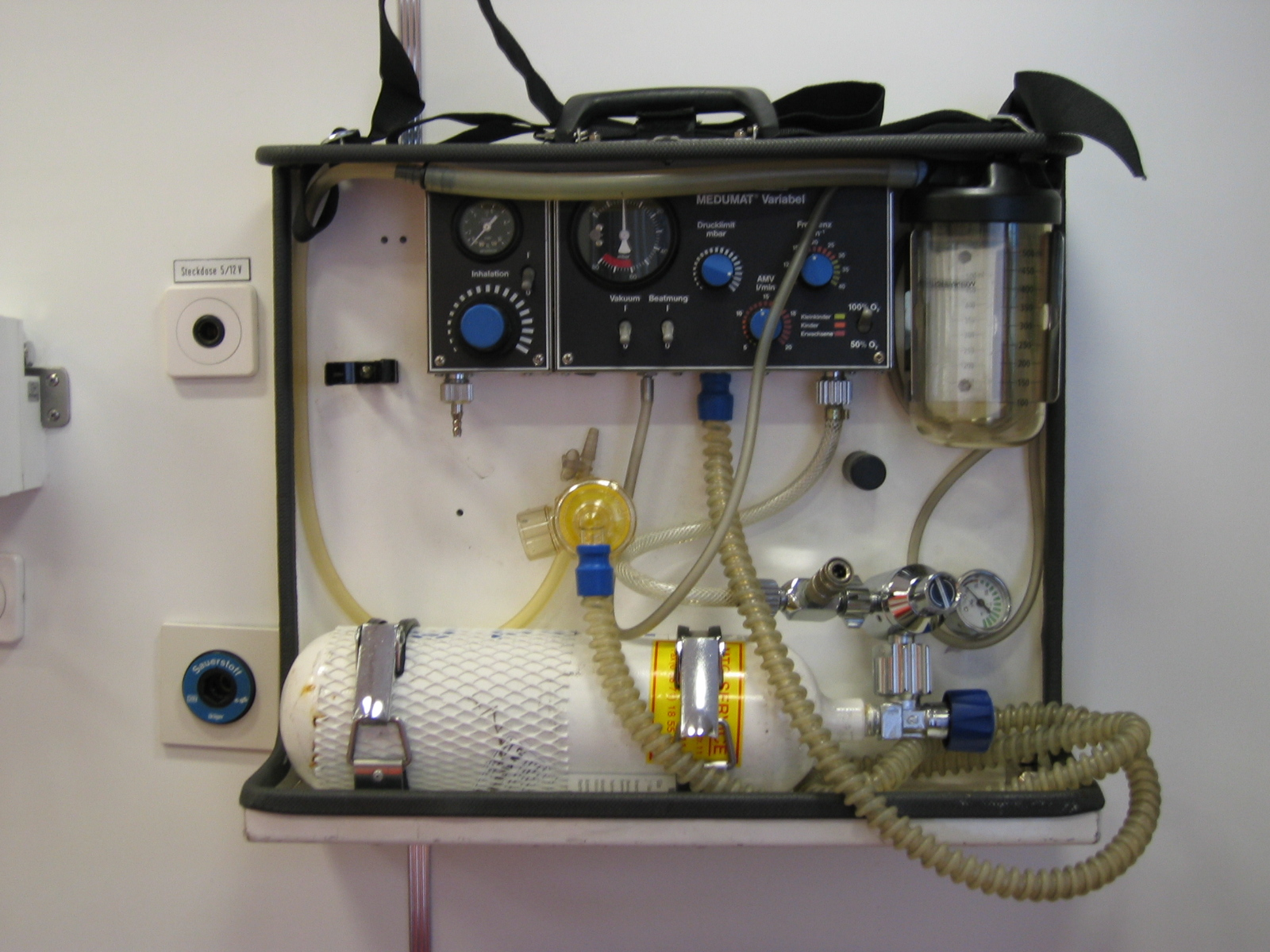
Ein Notfallrespirator mit Absaugeinheit

1967 löste sich Weinmann von den Drägerwerken und die Weinmann Geräte für Medizin GmbH & Co. KG mit zehn Mitarbeitern entstand. Die Übernahme des Unternehmens durch Karl Feldhahn und der Einstieg von Dr. Joachim Griefahn machten Weinmann wieder zu einem reinen Familienunternehmen. Nach Abbau der Geschäftsfelder „Arbeitsschutz“ und „Tauchergeräte“ Anfang der 1970er Jahre und mit der Entwicklung des vollautomatischen, zeitgesteuerten Notfallbeatmungsgeräts MEDUMAT (ein Neologismus aus dem Atemzentrum Medulla oblongata und Automat) vollzog sich der Wandel zum reinen Medizintechnik-Hersteller. Aus dem ersten MEDUMAT entstand eine Produktfamilie von Notfall- und Transportbeatmungsgeräten, welche heute weltweiten Einsatz findet. 18 % der im deutschsprachigen Luftrettungsdienst eingesetzten Helikopter haben einen MEDUMAT an Bord. 2019 kam mit dem MEDUVENT Standard ein Beatmungsgerät auf den Markt, welches nicht über eine Pneumatik, sondern über eine Turbine betrieben wird.

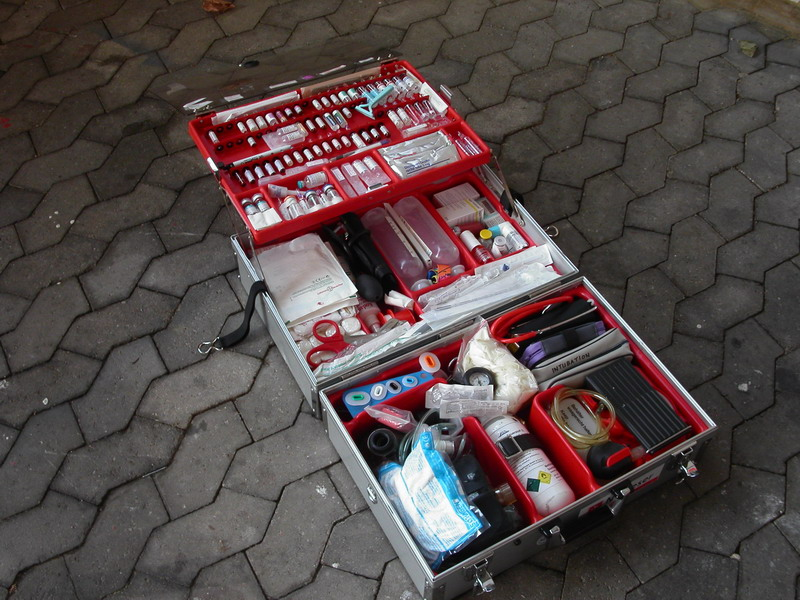
Notfallkoffer

In Zusammenarbeit mit dem damaligen Chefarzt des Ulmer Bundeswehrkrankenhauses Friedrich Wilhelm Ahnefeld und dem Notfallmediziner Bodo Gorgaß entstand 1977  der ULMER KOFFER. Ergänzt wurde das Portfolio 1975 um die elektrische Absaugpumpe ACCUVAC, welche auch heute in weiterentwickelter Version im Einsatz bei Rettungsdiensten und Krankenhäusern ist.
Ergänzend zur Produktlinie Beatmung entstand 2004 mit der  MEDUCORE Easy, einem automatisierten externen Defibrillator, ein zweites Geschäftsfeld: 2012 folgte die Markteinführung des MEDUCORE Standard für Fachpersonal. In Kombination mit einem MEDUMAT und einer Sauerstoffflasche lässt sich der MEDUCORE Standard auf dem Tragesystem LIFE-BASE montieren. So entsteht  eine tragbare Einheit aus Beatmung, Defibrillation und Monitoring.
Parallel zur notfallmedizinischen Produktsparte „Emergency“ bestand  der Bereich „Homecare“, welcher sich auf die Schlafüberwachung und Therapie sowie Heimbeatmung fokussierte. So begann Weinmann in den 1980er Jahren mit dem Verkauf von Sauerstoffkonzentratoren für Sauerstoff-Langzeittherapien. 1991 wurde mit Somnotron ein Therapiegerät für das Schlafapnoe-Syndroms und eine Nasal-Maske für die Schlaftherapie eingeführt. Es entstanden die Linien Somno (Schlaf), Venti (Beatmung) und Joyce (Masken). 2013 kam es zur Aufspaltung des Unternehmens, wodurch die Geschäftsfelder „Emergency“ und „Homecare“ voneinander getrennt wurden. Das neu gegründete Unternehmen Weinmann Emergency Medical Technology GmbH & Co. KG ausschließlich auf die Entwicklung, Herstellung und Vermarktung notfallmedizinischer Produkte auszurichten. Weinmann Geräte für Medizin GmbH & Co. KG wurde im selben Jahr zu 100 Prozent Teil der Löwenstein-Gruppe.

## Produktlinien und Produkte

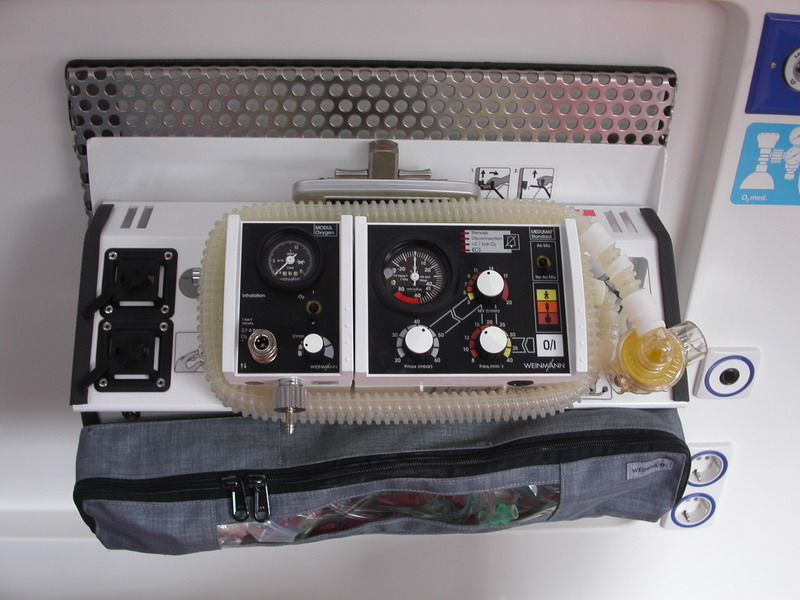
Ein MEDUMAT Standard auf einer Trageplatte

Weinmann produziert und vertreibt medizinischen Geräte, die in der Notfallrettung benötigt werden. Es handelt sich um Beatmungsgeräte, Defibrillatoren und Monitore, Absauggeräte, Geräte für die Sauerstoffversorgung an Bord, Notfallkoffer und Tragesysteme.